# Les Civilisés (roman, 1905)
Pour le roman de Félicien Marceau, voir Les Civilisés (roman, 2011).
Les Civilisés est un roman de Claude Farrère publié en 1905 chez Paul Ollendorff et récompensé par le prix Goncourt la même année.

## Résumé
À la fin du XIXe siècle, Raymond Mévil, médecin, Cap'taine Torral, ingénieur, et Jacques-Gaston de Civadière, comte de Fierce et officier de marine, profitent de la vie à Saïgon, capitale de la colonie française de Cochinchine. Ils profitent de leurs statuts de Français colonisateurs pour se livrer à la débauche, au stupre, à la fornication et à la consommation d'opium dans les différents quartiers, rues et maisons de Saïgon aussi bien avec les différentes ethnies s'y trouvant, Annamites, Chinois, Japonais... qu'avec les Français installés.
Alors que Torral apprécie cette vie, Mévil et Fierce remettent en cause leurs attitudes et comportements en cherchant l'amour, le véritable amour. Mévil est éconduit aussi bien par la femme d'un homme marié, Mme Malais, que par une jeune femme, Marthe Abel, car les deux femmes connaissent sa façon de vivre et n'arrivent pas à avoir confiance en lui. Fierce tombe amoureux de Sélysette Sylva et, après une cour assidue, reçoit une réponse positive à sa demande en mariage. Il repart en manœuvre avec son bateau, le Bayard, n'arrive pas à se contrôler et replonge dans sa vie antérieure : Sélysette le découvre et annule le mariage prévu. La guerre éclate avec l'Angleterre : pendant que Torral déserte pour continuer à profiter de la vie, que Mévil se laisse dépérir et meurt renversé par la victoria de Mme Malais, Fierce obtient la responsabilité d'un torpilleur et meurt en héros volontaire en attaquant et détruisant un cuirassé anglais, le King Edward.

## Éditions
- Les Civilisés, Librairie Paul Ollendorff, Paris, 1905[2].
- Les Civilisés. Prix Goncourt 1905. Frontispice de Falké. Paris, Les Arts et le Livre, 1926. In-8°, 282 p., (« Collection des Prix Littéraires »), tirage à 1 045 exemplaires (120 sur Hollande, 925 sur Rives).